# Кульбаба всеальпійська
Кульбаба всеальпійська, також наведена як кульбаба альпійська (Taraxacum alpinum Hegetschw. & Heer недійсно) (Taraxacum panalpinum) — вид квіткових рослин з родини айстрових (Asteraceae).

## Біоморфологічна характеристика
Це багаторічна рослина 5–20 см заввишки. Листки цілісні, тонкі або б.-м. розсічені, майже голі. Зовнішні листочки обгортки без плівчастої облямівки на краю або з малопомітною облямівкою, чорнуваті. Сім'янки 4—5 мм завдовжки.

## Поширення
Вид росте в Європі: Албанія, Австрія, Ліхтенштейн, Болгарія, Словаччина, Франція, Німеччина (Баварія), Італія, Польща, Португалія, Румунія, Іспанія, Андорра, Швейцарія, Україна.
В Україні росте на лісових галявинах та схилах, в альпійському та субальпійському поясах – у Карпатах (гори Петрос, Говерла, Близниця, Драгобрат, Герешаска, Чивчин, полонина Яровиця).